# Isabel Ferrer Sabria
Isabel Ferrer Sabria (ur. 15 listopada 1852 w Vilanova i la Geltrú; zm. 20 listopada 1936 w Paternie) – hiszpańska Błogosławiona Kościoła katolickiego.

## Życiorys
Urodziła się w bardzo religijnej rodzinie. Założyła instytut zakonny Sióstr Nauki Chrześcijańskiej w dniu 26 listopada 1880 roku. Została zastrzelona 20 listopada 1936 roku w czasie wojny domowej w Hiszpanii.
Beatyfikował ją papież Jan Paweł II w dniu 1 października 1995 roku.